# Ahmed bin Saud al-Siyabi
Sheikh Ahmed bin Saud al-Siyabi (arabisch أحمد بن سعود السيابي / Aḥmad ibn Saʻūd Sayyābī) ist Generalsekretär im Direktorat des Großmufti des Sultanats Oman (المفتي العام لسلطنة عُمان).
Er ist einer der Fellows des Königlichen Aal al-Bayt Instituts für islamisches Denken (Royal Aal Al-Bayt Institute for Islamic Thought).
Er war einer der 138 Unterzeichner des offenen Briefes Ein gemeinsames Wort zwischen Uns und Euch (engl. A Common Word Between Us & You), den Persönlichkeiten des Islam an „Führer christlicher Kirchen überall“ (englisch: „Leaders of Christian Churches, everywhere …“) sandten (13. Oktober 2007).